# كأس الاتحاد اللبناني
كأس الاتحاد اللبناني، هي مسابقة في كرة القدم، كانت تقام في لبنان سنوياً. أقيمت هذه البطولة خمس مرات، وكانت بمثابة دوري محلي. كانت بطولة الكأس مسابقة تحضيرية تقام في بداية كل موسم، وشارك فيها الأندية الأربعة الأولى المتأهلة من الموسم السابق في الدوري اللبناني الممتاز، إلى جانب المتأهلين من نهائي كأس لبنان.
عادت بنسختها السادسة عام 2023 بحلة جديدة، بمشاركة 12 نادي لبناني يشاركون ب الدوري اللبناني موسم 2023/2024 على أربع مجموعات, 3في كل مجموعة.  وتوج بها نادي العهد على حساب الأهلي نبطية برباعية نظيفة .

## الفائزون والنهائيات

### الفائزين حسب السنة
| رقم.    | الموسم | الفائز         | النتيجة | الوصيف         |
| ------- | ------ | -------------- | ------- | -------------- |
| الأول   | 1969   | شبيبة المزرعة  |         |                |
| الثاني  | 1972   | الرياضة والأدب |         |                |
| الثالث  | 1999   | الأنصار        | 4-0     | سلام زغرتا     |
| الرابعة | 2000   | الأنصار        | 1–0     | التضامن صور    |
| الخامس  | 2004   | نادي العهد     | 3–2     | الحكمة         |
| السادسة | 2023   | نادي العهد     | 4_0     | الاهلي النبطية |

### النتائج حسب الفريق
| النادي         | عدد مرات الفوز | عدد مرات الوصافة | مجموع المشاركات النهائية |
| -------------- | -------------- | ---------------- | ------------------------ |
| نادي العهد     | 2              | 0                | 2                        |
| الأنصار        | 2              | 0                | 2                        |
| شبيبة المزرعة  | 1              | 0                | 1                        |
| الرياضة والأدب | 1              | 0                | 1                        |
| سلام زغرتا     | 0              | 1                | 1                        |
| التضامن صور    | 0              | 1                | 1                        |
| الحكمة         | 0              | 1                | 1                        |